# Odontogryllus
Odontogryllus is een geslacht van rechtvleugeligen uit de familie krekels (Gryllidae). De wetenschappelijke naam van dit geslacht is voor het eerst geldig gepubliceerd in 1877 door Saussure.

## Soorten
Het geslacht Odontogryllus omvat de volgende soorten:
- Odontogryllus acutus de Mello, 1992
- Odontogryllus bifidus de Mello, 1992
- Odontogryllus niger Giglio-Tos, 1898
- Odontogryllus setosus Saussure, 1877